# Браєн Ролстон
Браєн Лі Ролстон (англ. Brian Lee Rolston; 21 лютого 1973, м. Флінт, Мічиган, США) — американський хокеїст, центральний нападник.
Виступав за «Олбані Рівер-Ретс» (АХЛ), «Нью-Джерсі Девілс», «Колорадо Аваланш», «Бостон Брюїнс», «Міннесота Вайлд», «Нью-Йорк Айлендерс», «Бостон Брюїнс».
В чемпіонатах НХЛ — 1235 матчів (339+407), у турнірах Кубка Стенлі — 70 матчів (19+12).
У складі національної збірної США учасник зимових Олімпійських ігор зимових Олімпійських ігор 1994, 2002, 2006 (20 матчів, 10+4), учасник чемпіонату світу 1996 (8 матчів, 3+4), учасник Кубка світу 1996 і 2004 (3 матчі, 0+0). У складі молодіжної збірної США учасник чемпіонатів світу 1991, 1992 і 1993.
Досягнення
- Срібний призер зимових Олімпійських ігор (2002)
- Бронзовий призер чемпіонату світу (1996)
- Переможець Кубка світу (2004)
- Володар Кубка Стенлі (1995)
- Бронзовий призер молодіжного чемпіонату світу (1992).